# Wallace Tillinghast
Wallace Tillinghast (?–?) là một doanh nhân quê ở Worcester, Massachusetts, và là người khởi xướng trò lừa bịp trên máy bay vào đầu những năm 1900.

## Chuyến bay đầu tiên
Tillinghast tuyên bố tạo ra chiếc máy bay đầu tiên, "nặng hơn không khí" vào năm 1909. Ông giải thích rằng mình đã thực hiện hơn một trăm chuyến bay với chiếc máy này dưới sự bao phủ của bóng tối. Tillinghast nói rằng ông bắt đầu bay dưới bóng đêm che phủ hai tháng trước khi thông báo, chuyến bay đầu tiên là quãng đường giữa Worcester, Massachusetts, và Thành phố New York, bang New York, một khoảng cách khoảng 300 dặm, là nơi mà Tillinghast và phi hành đoàn của ông tuyên bố đã đi vòng quanh Tượng Nữ thần Tự do ở độ cao 4.000 feet. Có lúc, các động cơ được cho là đã tắt, và bộ phận thay thế tạm thời bay lướt trong không khí suốt 48 phút trong khi nhóm thợ máy tiến hành sửa chữa. Sau đó, họ quay trở lại Worcester, bằng con đường đưa họ qua Boston.

## Chứng kiến máy bay lạ
Trong khoảng thời gian từ ngày 12 tháng 12 năm 1909 đến tháng 2 năm 1910, các tờ báo ở New England tràn ngập tin tức về những vụ "chứng kiến" chiếc máy bay lạ do Tillinghast và hai thợ máy giấu tên công khai thiết kế.  Vụ chứng kiến máy bay ở Worcester, Massachusetts vào đêm ngày 22 tháng 12 đã được báo cáo trên toàn quốc. Vụ chứng kiến này xảy ra sau tuyên bố của nhà phát minh Wallace Tillinghast rằng ông đã phát minh ra một chiếc máy bay có thể bay 120 dặm một giờ.
Tác giả H. P. Lovecraft đã tận mắt nhìn thấy cảnh tượng hàng loạt vụ máy bay lạ của Tillinghast ở Providence, Rhode Island vào ngày 24 tháng 12 năm 1909. Trong khi đám đông người trên đường tin rằng họ đang xem khí cầu của Tillinghast, Lovecraft đã xác định vật thể đó là Sao Kim.
Tillinghast không bao giờ đưa công trình của mình cho công chúng xem hoặc kiểm tra, và giới truyền thông ngày càng nghi ngờ, giải thích rằng những gì nhìn thấy vào lúc đó rất có thể là Sao Kim hoặc khinh khí cầu.